# Brustwirbelsäule

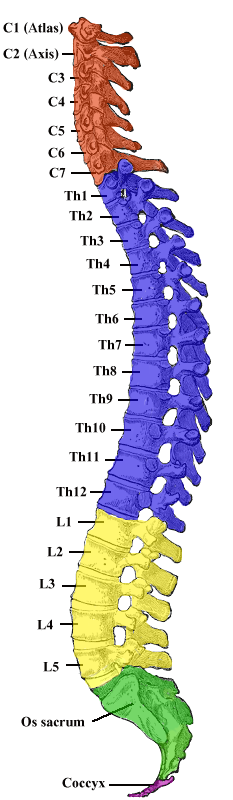
Wirbelsäule des Menschen, Brustwirbelsäule blau

Als Brustwirbelsäule (BWS) wird der Abschnitt der Wirbelsäule zwischen Hals- und Lendenwirbelsäule bezeichnet. Sie besteht beim Menschen aus 12 Wirbeln, bezeichnet mit Th1 bis Th12 (Th steht für lateinisch Pars thoracica ,Brustteil‘ von Thorax ,Brustkorb‘). Beim gesunden Menschen weist sie einen Bogen nach hinten auf, was als physiologische Kyphose bezeichnet wird.
Schädigungen der Brustwirbelsäule können unter anderem Interkostalneuralgien, pektanginöse Zustände und Bauchschmerz verursachen.

## Brustwirbel
Die Brustwirbel sind hinten höher als vorne. Die Flächen der Gelenkfortsätze stehen senkrecht und sind nach hinten gerichtet, die Dornfortsätze überlagern sich wie Dachziegel. Das Wirbelloch ist rund. Außerdem bieten die Wirbel an ihren Körpern und den Querfortsätzen Gelenkflächen für die Rippen.
|  |  |